# 环球马术冠军赛
浪琴环球马术冠军赛(Longines Global Champions Tour，LGCT) 是一年一度的个人马术障礙超越系列赛，也是世界上獎金最豐厚的马术运动系列赛之一。該賽事每年在世界各地举办15場比赛。這項賽事每年吸引国际馬術總會马术障碍世界排名前30位的车手報名參加。
夏季奥林匹克运动会金牌得主Jan Tops于2006年创立這項賽事。自2013年以来，浪琴錶是該賽事的主要贊助商。摩纳哥王室成员夏洛特·卡西拉奇是冠軍赛蒙特卡洛国际障碍赛站的名誉主席。較知名的参赛者有雅典娜·奧納西斯·魯塞爾·德米蘭達、乔治娜·布隆伯格(Georgina Bloomberg)、杰西卡·斯普林斯汀、索菲亚·阿布拉莫维奇、吉绕姆·科奈特和詹妮弗·盖茨。

## 外部連結
- Global Champions Tour official site （页面存档备份，存于）